# Festivus
Féstivus –originalmente una parodia– es una celebración secular celebrada el 23 de diciembre de cada año como una alternativa a la temporada de festividades tradicionales de esta época del año. Permite a quienes lo festejan no formar parte de las presiones y comercialización de otros festejos. Fue creado por el escritor Dan O'Keefe e introducido a la cultura popular por su hijo Daniel, guionista de la serie Seinfeld, como parte de la trama de un episodio de la serie. La celebración de Féstivus incluye una cena Féstivus, un tubo de aluminio sin adornos llamado poste del Féstivus, prácticas como el desahogo de agravios, hazañas de fuerza y denominar a los sucesos fácilmente explicables como milagros del Féstivus.
El nombre féstivus también ha sido usado para referirse a cualquier fiesta decembrina sin afiliación a otros eventos de la temporada navideña.

## Historia
Féstivus fue concebido por el editor y autor Daniel O'Keefe y fue celebrada por su familia por primera vez en 1966. En la tradición original O'Keefe, la fiesta tendría lugar en respuesta a la tensión de la familia «en cualquier momento de diciembre a mayo». La frase «Un Féstivus para el resto de nosotros» también deriva de un evento familiar O'Keefe, la muerte de la madre de Daniel O'Keefe.
En 1982 Daniel O'Keefe escribió un libro, Stolen Lightning: The Social Theory of Magic, donde se trata el ritual idiosincrásico y su importancia social.
La palabra Féstivus en este sentido fue acuñada por O'Keefe, y de acuerdo a él, el nombre «simplemente me vino a la cabeza». La palabra festivo (festive en inglés) deriva del latín festivus, que a su vez deriva de festus (feliz; vacaciones, día festivo).

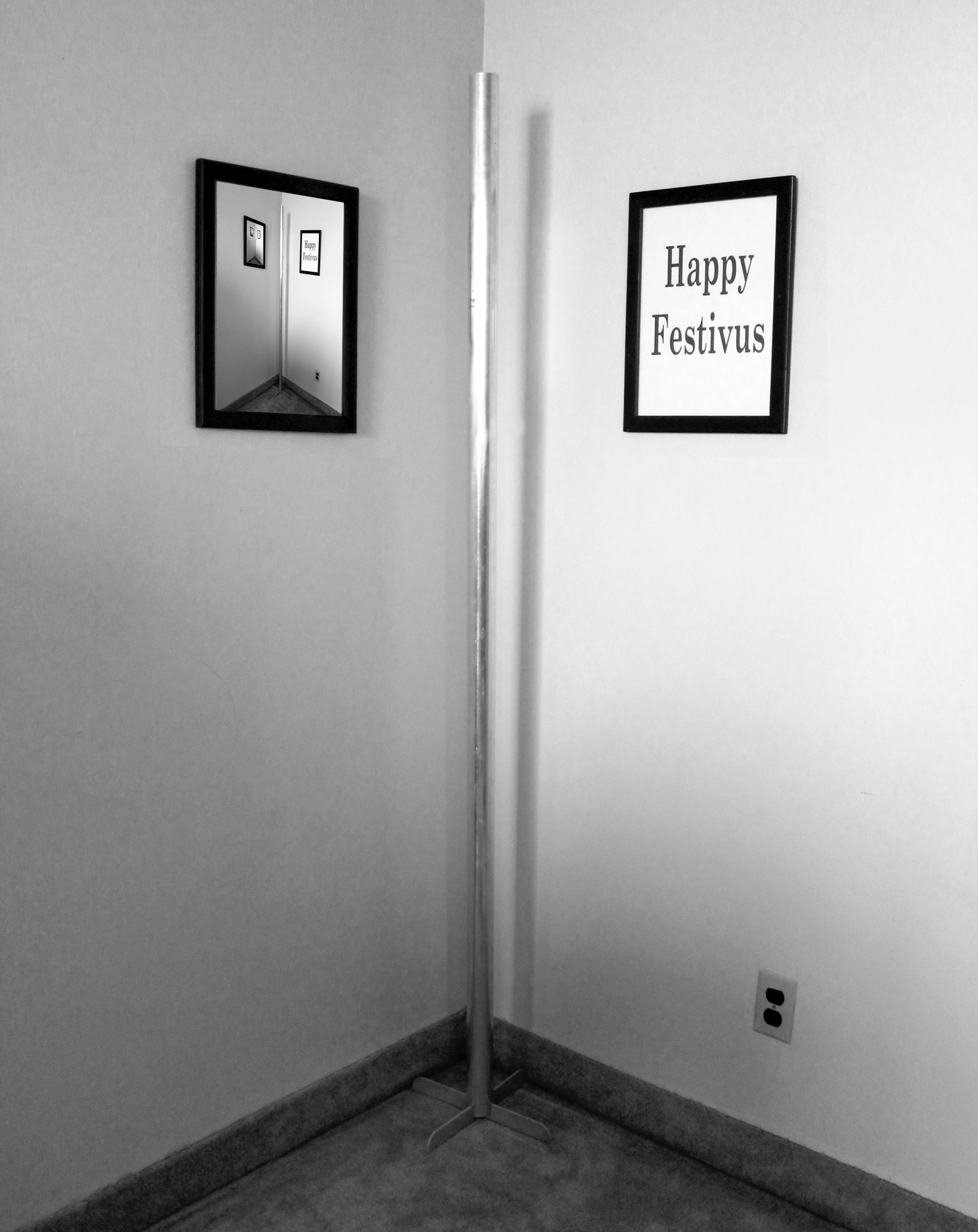
Un poste de Festivus.

Aunque el primer Féstivus tuvo lugar en febrero de 1966, como una celebración de la primera cita de Daniel O'Keefe con su futura esposa, Deborah, ahora se celebra el 23 de diciembre de cada año.

## Las costumbres
La fiesta incluye prácticas como el desahogo de agravios, que se produce durante la cena del Féstivus, en el que cada persona le dice a todo el mundo todas las formas en que los han decepcionado en el último año. Después de la comida, se realizan las «hazañas de fuerza», que implica que el cabeza de familia reta a luchar a los demás; la fiesta termina sólo si el jefe de familia resulta ganador.

### Poste de Féstivus
La tradición de Féstivus comienza con un poste de aluminio, con una relación muy alta en resistencia-peso como atractivo. Durante el Féstivus, el poste se muestra sin adornos.
El poste de aluminio no era parte de la celebración original de la familia de O'Keefe, que se basaba en poner un reloj en una bolsa y clavarla en una pared.
El poste del Féstivus utilizado originalmente era de ocho pies de altura y de 1,5 pulgadas de diámetro interior.

### Cena Féstivus
Una cena de gala se sirve en la tarde de Féstivus antes de las «hazañas de fuerza» y durante el «desahogo de agravios». Se suele servir un pastel de carne en forma de rodajas de color rojizo en una cama de lechuga. No se sirve alcohol en la cena.
La cena original en el hogar O'Keefe era pavo o jamón seguido de una torta de Pepperidge Farm decorada con M&M's, como se describe en el episodio "The Real Féstivus".

### Desahogo de agravios
La celebración de Féstivus comienza con el desahogo de agravios, que tiene lugar inmediatamente después de que la cena de Féstivus se ha servido. Consiste en que cada persona ataca a los demás y al mundo en general acerca de la forma en que los han decepcionado en el pasado año.

### Hazañas de fuerza
Las pruebas de fuerza son la última tradición observada en la celebración de Féstivus, se celebra inmediatamente después de la cena Féstivus. El jefe de la familia selecciona una persona de la celebración de Féstivus y lo reta a un combate de lucha. La tradición dice que Féstivus no ha terminado hasta que no sale victorioso el cabeza de la familia. De no poder cumplir con los resultados del jefe de la casa en Féstivus se continúa hasta que se cumpla dicho requisito.

## Féstivus en la cultura popular
Algunas personas, posteriormente, comenzaron a celebrar la fiesta con diferentes grados de seriedad:
- «Festivus» fue el nombre de un sabor de temporada de los helados Ben & Jerry's en 2000 y 2001.[5][6]
- En 2005, Allen Salkin publica Festivus: The Holiday for the Rest of Us, donde narra la pronta adopción de Féstivus.
- En 2005, el gobernador de Wisconsin Jim Doyle fue declarado «gobernador féstivus» y durante la temporada de fiestas de fin de año tuvo en la sala familiar de su residencia ejecutiva en Madison (Wisconsin) un tubo de féstivus.[7] El tubo de féstivus del gobernador Doyle es ahora parte de la colección del Museo Histórico de Wisconsin.[8]
- En 2007, un residente de Wisconsin, Estados Unidos, solicitó permiso para erigir un tubo de féstivus junto a la escena de la natividad en el edificio del ayuntamiento de Green Bay (Wisconsin) como respuesta a la presencia de íconos religiosos en edificios del gobierno.[9][10]
- En 2007 se abrió el primer lote de tubos de festivus en el centro de Milwaukee, en Estados Unidos.[11]
- En 2008 y 2009, un tubo de Féstivus se erigió en la rotonda del capitolio de Illinois en Springfield (Illinois). En 2008, el mango de un limpiador de albercas fue erigido por Mike Tennenhouse, un estudiante de 18 años, quien, junto al gobernador del estado, Rod Blagojevich comenzó a "desahogar quejas" en nombre del pueblo de Illinois.[12][13] Un tubo de aluminio sin adornos fue presentado.
- El 19 y 20 de diciembre de 2009 un grupo de ateos[14] se reunió en Tepotzotlán, en el Estado de México, México, para celebrar Féstivus. En ese lugar presentaron lo que después llamarían el «tamal ateo».
- En 2010 un reo de la penitenciaría Theo Lacy en Santa Ana (California) recibió comidas kosher debido a su creencia en Féstivus. Malcolm King fue alimentado con alimentos libres de salami por dos meses mientras el condado intentaba deshacerse de la orden con el argumento de que los alimentos kosher y la observancia religiosa no son parte del Féstivus.[15]  El asunto se volvió muy discutido el 5 de octubre de 2010, cuando King fue liberado de la cárcel del condado y entregado a las fuerzas de Aduana e Inmigración.[16][17]
- En Buenos Aires, Orsai Bar[18] se unió a las celebraciones de Féstivus el viernes 23 de diciembre de 2011, inaugurando la tradición de Féstivus en la República Argentina. Durante la noche de Féstivus se sirvió pizza con cerveza, siguiendo la tradición de comer cualquier cosa menos pavo.
- Desde 2011, un grupo de amigos en la Ciudad de México se ha reunido a celebrar el Féstivus con una «explosión de tocino» como cena, té helado Long Island como bebida oficial y, en lugar de desafíos de fuerza, con encuentros de boxeo. Por razones prácticas, estos encuentros se llevan a cabo antes de la cena y no hay desahogo de agravios, ya que según sus palabras «se recriminan durante todo el año».
- También 2011, en Cartagena, localidad del sudeste español, el 23 de diciembre se celebró una cena por parte de un grupo de la Universidad de la ciudad y un desahogo público de agravios con presencia de un poste oficial. Desde entonces la celebración se sigue repitiendo cada año ganando a su vez más adeptos.
- La localidad de Pamplona, situada en el norte de España, se unió el 23 de diciembre de 2011 a la celebración de Féstivus, que dio comienzo con la presentación del tubo de aluminio, en torno al cual se realizó el desahogo de agravios. Pese a la arraigada tradición féstivus que existe en la zona esta fue la primera vez que se celebró Féstivus de manera oficial [cita requerida].
- En 2015, el rabino Joshua Eli Plaut publica A Kosher Christmas: 'Tis the Season to Be Jewish, donde se hace referencia a Féstivus, junto con las festividades híbridas como Chrismukkah.
- También en 2015, se publica Festivus! The Book: A Complete Guide to the Holiday for the Rest of Us, donde se demuestra cómo la fiesta sigue siendo celebrada por la gente en todo el mundo.
- Desde 2023 la Asociación Ciclista Pedalibre celebra el Féstivus con un recorrido en bici por la ciudad de Madrid, acaba en una cena o comida conjunta junto a un palo de aluminio y las tradiciones del día de Féstivus amoldadas a la idiosincrasia del mundo de la bicicleta.